# Nørrebros Teater (dokumentarfilm)
|  | Denne artikel er oprettet af botten Steenthbot ud fra en ekstern database. Den kan derfor have sproglige fejl eller mangler. Denne skabelon kan fjernes efter kontrol af indholdet. |

Nørrebros Teater er en dansk dokumentarfilm fra 1914.

## Handling
Teaterscener: To fulde mænd skal op og ned ad en trappe, hvilket resulterer i en del falden på halen.